# Pionie Boso
Pionie Boso ist eine Frauenrechtsaktivistin in den Salomonen. Sie wurde 2011 mit dem International Women of Courage Award für ihre Präventionsarbeit gegen Gewalt gegen Frauen in den Salomonen ausgezeichnet.

## Leben
Boso arbeitete für die Regierung der Salomonen im Ministry of Women, Youth and Children als Policy Officer für das Programm End Violence Against Women (EVAW). 2009 führte sie die erste nationale Studie zu häuslicher Gewalt in den Salomonen durch, woraus ersichtlich wurde, dass 64 % der Frauen zwischen 16 und 49 schon sexuelle oder physische Gewalt erlebt hatten. 2016 wurde als direktes Ergebnis dieser Untersuchung in den Salomonen der erste Family Protection Act (Familienschutzgesetz) verabschiedet. 2011 wurde Boso mit dem International Women of Courage Award für ihre Arbeit und die Führungsrolle in dem National Domestic Violence Survey ausgezeichnet.
2021 war Boso Programm-Managerin für das Women’s Rights Action Movement, eine Hilfsorganisation für Frauen in den Salomonen. Sie hat sich deutlich zum Mangel an politischer Repräsentation von Frauen in der Regierung der Salomonen ausgesprochen:

„Bisher haben wir nur erreicht eine Frau in die höchste Ebene des Parlaments zu bekommen... Man kann nicht mit 49 Männern in einem Raum wetteifern und als einzige Frau die Veränderungen beeinflussen, die in den Salomonen Inseln notwendig sind.“

## Ehrungen
- International Women of Courage Award (2011).[4]